# Sam Walton
Samuel Moore Walton (29. marts 1918 – 6. april 1992) var en amerikansk forretningsmand kendt for at have grundlagt butikskæderne Wal-Mart og Sam's Club.
Walton blev født på en gård i Kingfisher i Oklahoma. Han gik på universitet i Missouri, University of Missouri-Columbia, og efter endte studier begyndte han at arbejde hos JCPenney. Walton var officer i den amerikanske hær fra 1943 til 1945, og efter krigen opkøbte han diverse butikker i Newport i Arkansas.
Den første Wal-Mart-butikken blev åbnet i 1962 i Rogers i Arkansas. I dag har Wal-Mart 1,7 millioner ansatte i 44 lande og omsætter årligt for 285 milliarder dollars.
Ifølge det amerikanske tidsskrift Forbes var Walton USAs rigeste person fra 1985 til 1988.
1. ↑  Navnet er anført på engelsk og stammer fra Wikidata hvor navnet endnu ikke findes på dansk.
2. ↑  Navnet er anført på engelsk og stammer fra Wikidata hvor navnet endnu ikke findes på dansk.